# Nuño Alfonso
Pour les articles homonymes, voir Alfonso.
Nuño Alfonso (mort en 1136) était un évêque galicien. Il était évêque de Mondoñedo-Ferrol. Il est aussi le premier auteur de l'Historia compostellana.

## Biographie
Nuño Alfonso, prêtre, est trésorier du chapitre de Saint-Jacques-de-Compostelle. Il est l'auteur initial de l'Historia compostellana, à partir de 1107. Il arrête vraisemblablement sa contribution à cette œuvre lorsqu'il est élu évêque de Mondoñedo en 1112, et consacré l'année suivante.